# Wiskitno (gmina)
Wiskitno – dawna gmina wiejska istniejąca do 1954 roku w woj. łódzkim. Nazwa gminy pochodzi od wsi Wiskitno (obecnie osiedle Łodzi), lecz siedzibą władz gminy był Stefanów.
Za Królestwa Polskiego gmina należała do powiatu łodzińskiego (łódzkiego) w guberni piotrkowskiej.
W okresie międzywojennym gmina Wiskitno należała do powiatu łódzkiego w woj. łódzkim. Po wojnie gmina zachowała przynależność administracyjną. 1 września 1933 gminę Radogoszcz podzielono na 14 gromad (sołectw).
- Bronisin – wieś Bronisin;
- Bronisin folwark-drobni właściciele (później Bronisin Dworski) – folwark-drobni właściciele Bronisin; kolonia Część Folwarku Wisitno A;
- Feliksin – wieś i folwark Bolesławów, wieś Bolesławów A;
- Giemzów – wieś i folwark Giemzów;
- Giemzówek A folwark-drobni właściciele (później Giemzówek A) – folwark-drobni właściciele Giemzówek A, Giemzów Towarzystwo, wieś Przypusta;
- Grodzisko – wieś Grodzisko, folwark Ganaszew, wieś Konstantyna;
- Huta Szklana – wieś i folwark Huta Szklana;
- Huta Wiskicka – wieś i folwark Huta Wiskicka, wieś Tadzin;
- Jędrzejów – wieś i parcela Jędrzejów, wieś Jędrzejów Młynek;
- Kalino – wieś i osada pokarczemna Kalino;
- Olechów – wieś Olechów i wieś Ustronie;
- Stefanów – wieś Stefanów, wieś Posada, wieś Budy Wandalińskie, wieś Wandalin;
- Wiskitno – wieś, folwark i osada młynarska Wiskitno, wieś Wiskitno Nr 2, wieś Wiskitno Nr 5, Miasto Ogród Wiskitno;
- Wiskitno A. Las – wieś i folwark Wiskitno A. Las;

Po wybuchu II wojny światowej, gminę włączono do III Rzeszy. Po wojnie gmina powróciła do powiatu łódzkiego woj. łódzkim. 13 lutego 1946 roku część obszaru gminy Wiskitno przyłączono do Łodzi:
- gromadę Jędrzejów w całości (wsie Jędrzejów, Jędrzejów-Młynek, Jędrzejów-Parcele);
- pół gromady Olechów (wieś Olechów); Ustronie włączono do gromady Wiskitno A-Las;
- część gromady Wiskitno (wsie Wiskitno II i Wiskitno-Miasto Ogród)[b][6]. Ponadto gromadę Giemzówek A przekształcono w gromadę Przypusta.

Według stanu z 1 lipca 1952 roku gmina składała się z 12 gromad: Bronisin Dworski, Bronisin Wieś, Feliksin, Giemzów, Grodzisko, Huta Szklana, Huta Wiskicka, Kalino, Przypusta, Stefanów, Wiskitno i Wiskitno A-Las.
Jednostka została zniesiona 29 września 1954 roku wraz z reformą wprowadzającą gromady w miejsce gmin. Obszar gminy Wiskitno rozdzielone między następującegromady
- gromada Andrzejów – dotychczasowa gromada Feliksin oraz tereny PKP (z Ustroniem) z dotychczasowej gromady Wiskitno A;
- gromada Rzgów – – dotychczasowa gromad  Grodzisko;
- gromada Wiskitno – dotychczasowe gromady Bronisin Dworski, Bronisin Wieś, Giemzów, Grodzisko, Huta Szklana, Huta Wiskicka, Kalino, Przypusta, Stefanów, Wiskitno i Wiskitno A-Las (bez terenów włączonych do nowej gromady Andrzejów).

Po reaktywowaniu gmin z dniem 1 stycznia 1973 roku gminy Wiskitno nie przywrócono, a jej dawny obszar wszedł w skład:
- gminy Andrespol – Feliksin i Huta Szklana;
- gminy Brójce – Giemzów, Przypusta, Stefanów, Wiskitno i Wiskitno A-Las;
- gminy Rzgów – Bronisin, Bronisin Dworski, Grodzisko, Huta Wiskicka i Kalino.

1 stycznia 1988 sołectwa Bronisin (300,19 ha), Feliksin (596,89 ha), Huta Szklana (263,84 ha), Wiskitno (568,55 ha) i Wiskitno A-Las (208,81 ha) wyłączono z powyższych gmin, włączając je do Łodzi